# Taos Ski Valley
Taos Ski Valley és una vila dels Estats Units a l'estat de Nou Mèxic. Segons el cens del 2000 tenia 56 habitants.

## Demografia
Segons el cens del 2000, Taos Ski Valley tenia 56 habitants, 32 habitatges, i 12 famílies. La densitat de població era de 9,2 habitants per km².
Dels 32 habitatges en un 12,5% hi vivien nens de menys de 18 anys, en un 37,5% hi vivien parelles casades, en un 0% dones solteres, i en un 59,4% no eren unitats familiars. En el 46,9% dels habitatges hi vivien persones soles el 3,1% de les quals corresponia a persones de 65 anys o més que vivien soles. El nombre mitjà de persones vivint en cada habitatge era d'1,75 i el nombre mitjà de persones que vivien en cada família era de 2,46.
Per edats la població es repartia de la següent manera: un 8,9% tenia menys de 18 anys, un 5,4% entre 18 i 24, un 33,9% entre 25 i 44, un 50% de 45 a 60 i un 1,8% 65 anys o més.
L'edat mediana era de 47 anys. Per cada 100 dones de 18 o més anys hi havia 155 homes.
La renda mediana per habitatge era de 67.708 $ i la renda mediana per família de 103.422 $. Els homes tenien una renda mediana de 65.833 $ mentre que les dones 24.375 $. La renda per capita de la població era de 43.143 $. Cap de les famílies estaven per davall del llindar de pobresa.

## Poblacions més properes
El següent diagrama mostra les poblacions més properes.